# Петренко, Михаил Семёнович
Михаил Семёнович Петренко — советский военный и государственный деятель, генерал-лейтенант, Краснознамёнец (1925).

## Биография
Родился в 1898 году в Краснодаре. Член КПСС.
Участник гражданской войны, советско-польско войны и борьбы с басмачеством
В 1938—1939 — член Военного Совета Среднеазиатского военного округа.
В 1940—1941 — военный комиссар 1-го Горьковского танкового училища.
В 1941—1942 — член Военного Совета 1-й инженерной армии.
В 1942—1943 — член Военного Совета 54-й армии.
В 1943—1946 — начальник тыла, заместитель командующего 6-й гвардейской танковой армии по тылу.
Делегат XVIII съезда ВКП(б).
Умер в 1974 году в Киеве.

## Награды
- Орден Ленина (21.02.1945, 08.09.1945)
- Орден Красного Знамени (1925, 13.09.1944, 03.11.1944)
- Орден Кутузова II степени (28.02.1945)
- Орден Богдана Хмельницкого II степени (13.02.1945)
- Орден Отечественной войны I степени (28.09.1943)